# Blunderbore
Blunderbore (també anomenat Blunderboar, Thunderbore, Blunderbus, o Blunderbuss) és un gegant de la mitologia còrnica i anglesa. Algunes llegendes i contes de fades inclouen un gegant anomenat Blunderbore, sobretot el conte Jack the Giant Killer (Jack, l'assassí de gegants). Les històries solen associar-lo amb la zona de Penwith.
El folklore còrnic recorda a Blunderbore vivint a Ludgvan Lese (un senyoriu de Ludgvan), on aterra als viatgers que van cap al nord de Saint Ives. Al conte Jack, l'assassí de gegants és el segon o tercer gegant (juntament amb el seu germà Rebecks) assassinat per l'heroi Jack. Sota la influència d'aquesta història, el nom «Blunderbore» és apropiat per altres gegants llegendaris; l'antic conte de fades Tom the Tinkeard, una variant del conte en còrnic local de Tom Hickathrift, conté un relat similar de la batalla de l'heroi amb un gegant anomenat Blunderbore.
De la mateixa manera, també s'anomena així l'ogre del conte Les mongetes màgiques.

## Aparicions
Blunderbore apareix per primera vegada en el conte de fades Jack, l'assassí de gegants. En la versió enregistrada per Joseph Jacobs, Blunderbore viu a Penwith, on segresta a tres senyors i senyores, planejant menjar els homes i fer que les dones siguin les seves esposes. Quan les dones es neguen a menjar els seus marits amb el gegant, les penja dels cabells dins d'un calabós i les deixa morir de fam. Al poc temps, l'heroi Jack es deté al llarg del camí de Penwith a Gal·les per prendre una copa des d'una font i fer una migdiada. Blunderbore el descobreix mentre dorm. Reconeixent-lo pel seu cinturó i sabent que va matar el gegant Cormoran, el porta al seu castell i el tanca a una cel·la. Mentre que convida al seu amic Rebecks per menjar a Jack, Jack fa uns llaços amb unes cordes. Quan arriben els gegants, els atrapa amb les cordes i els talla les goles.
Un gegant anomenat Blunderbore apareix en un conte de fades semblant de Cornualles, Tom the Tinkeard (o Tom the Tinkard), una variant local del conte Tom Hickathrift. Aquí, Blunderbore ha construït una cabana a la carretera reial entre Saint Ives i Marazion, reclamant la terra com a la seva. En aquesta versió apareix el motiu del segrest de dones, ja que Blunderbore ha segrestat almenys vint dones com a esposes. L'heroi Tom desperta el gegant de la seva migdiada mentre porta un carro i bous de Saint Ives cap Marazion. Blunderbore li llança un om per fer fora a Tom de la seva propietat, però Tom agafa un dels eixos del carro i l'utilitza per lluitar i, finalment, fereix greument al gegant. En la seva respiració moribunda, el gegant confereix a Tom tota la seva riquesa i demana un enterrament íntim.

## En la cultura popular
Blunderbore apareix com un tipus de monstre en el joc d'ordinador Diablo II.